# Фасоле батута
Фасоле батута (рум. Fasole batuta, frecată, făcăluită, sleiţă) – блюдо румынской кухни, представляет собой пюре из белой фасоли, политое жареным луком. Традиционно фасоле батута подают с сосисками и солеными огурцами. Является популярной закуской, его обычно намазывают на хлеб. Фасолевое пюре с жареным луком часто готовят в постные дни.
Чтобы сделать блюдо вкуснее и получить нежную консистенцию пюре, в него добавляют фасолевый отвар, а также растительное масло, сливочное масло и/или сливки, но когда фасоль едят во время постов, молочные продукты не используются.
Обязательно используется именно белая фасоль, так как она дает шелковую консистенцию и приятный светло-бежевый цвет блюду.

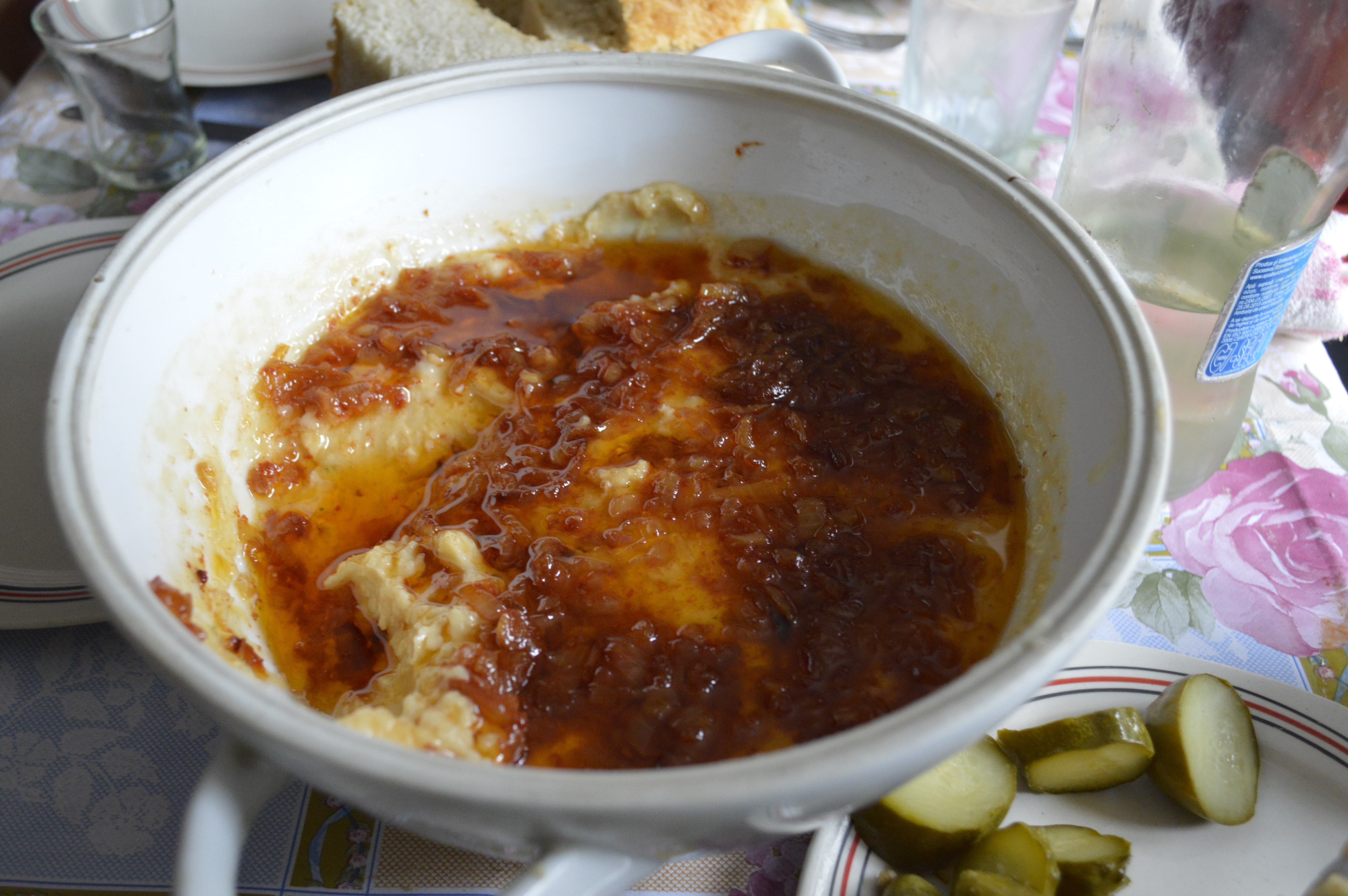
Фасоле батута

## Приготовление
Для приготовления блюда понадобится отварная белая фасоль (иногда используется консервированная), чеснок или горчица, подсолнечное или другое нейтральное масло, соль, черный перец, по желанию сладкая паприка и/или кусочек отварной моркови, а также нарезанный лук для жарки или пассерования.
Вареную фасоль мнут толкушкой для картофеля или измельчают в блендере с чесноком, солью и перцем (по желанию, паприкой). Добавляют масло или немного жидкости, в которой готовилась фасоль. Обжаривают лук на сковороде с небольшим количеством соли и добавляют его поверх фасоли.
Блюдо можно употреблять горячим или холодным.

## Вариации
Существует множество вариаций этого рецепта, вот наиболее распространённые:
- К фасоли добавляют отварную морковь, иногда также кусочек сельдерея, а также такие травы, как петрушка, укроп[4][5].
- В Трансильвании к луку добавляют паприку[6].
- В Молдавии к луку добавляют бульон или томатный сок, а к фасоли — немного томатной пасты[7].

## См.также
- Лобио